# Babia
Babia is een plaats in het Poolse district  Koniński, woiwodschap Groot-Polen. De plaats maakt deel uit van de gemeente Rzgów en telt 160 inwoners.